# 大阪府立大冠高等学校
大阪府立大冠高等学校（おおさかふりつ おおかんむり こうとうがっこう）は、大阪府高槻市にある公立高等学校。

## 概要
高槻市南部に位置する全日制普通科高等学校である。高校生の急増対策として、1986年に大阪府立島上高等学校の分校として設置された。設立の際の構想としては、当面は島上高等学校の分校とするが、将来的には人口の増減や地域社会の変化などを総合的に考慮して、島上高校本校を分校の位置へ統合することも含めて検討するとしていた。
開校後の大冠校は、「本校より規模の大きい分校」となっていた。また、本校・大冠校の間で郵便物や大阪府庁からの逓送文書等の誤配・電話での誤連絡等が日常化していたこと、分校であることの理解を外部の人に得られにくいことなどが重なり、独立校化を希望する声が高まった。
1994年には、大冠校、および大冠校と同様の条件で設置された大阪府立枚方高等学校津田校（現在の大阪府立枚方津田高等学校）、大阪府立佐野高等学校日根野校（現在の大阪府立日根野高等学校）の3分校に独立校としての予算が付き、1995年に独立校となった。
2010年度より、制服が新しくなった。

## 沿革
- 1951年4月1日 - 大阪府立島上高等学校（現在の大阪府立槻の木高等学校）が高槻市城内町に開校。
- 1986年4月1日 - 大阪府立島上高等学校の分校として、大阪府立島上高等学校大冠校が現在地に開校。
- 1994年10月20日 - 大阪府議会、大冠校など3分校の独立校化の予算を承認。
- 1994年12月22日 - 高等学校条例改正案が大阪府議会で可決されたにより、独立校化が正式決定。
- 1995年4月1日 - 大阪府立島上高等学校大冠校が、大阪府立大冠高等学校として独立。
- 2010年 - 制服が新しくなる。
- 2017年7月30日 - 第99回全国高校野球選手権大阪大会決勝で大阪桐蔭に8-10で敗れ、準優勝。

## 出身者
- 太田和美 - 競艇選手（中退）
- 福山潤[要出典] - 声優
- 木下半太 - 小説家
- 恋さん - 芸人（シャンプーハット）
- 柳めぐみ - 歌手、女優
- 吉田大喜 - プロ野球選手
- 深堀景介 - 舞台俳優、Youtuber

## 交通
- 阪急京都線高槻市駅または京阪本線枚方市駅から、京阪バス大塚バス停または竹の内町バス停下車。
- 阪急京都線 高槻市駅 南へ約4km。
- 京阪本線 枚方公園駅 北西へ約2km。